# Peter Sorokin
Peter P. Sorokin (Boston, 10 de julho de 1931 – 24 de setembro de 2015) foi um físico estadunidense.
Trabalhou com física do laser.
Estudou na Universidade Harvard, com bacharelado em 1953, onde doutourou-se em 1958. A partir de 1957 trabalhou como físico no Centro de Pesquisas Thomas J. Watson da IBM.
Inventor, juntamente com Fritz Peter Schäfer, do corante laser (1966).
Recebeu em 1991 o Prêmio Arthur L. Schawlow de Física do Laser. Desde 1976 foi membro da Academia Nacional de Ciências dos Estados Unidos.